# サガー・ジロー
サガー・ジロー（1963年 - ）は、フリーランスのイラストレーター。兵庫県神戸市生まれ。双子座。
コミカル系からカワイイ系まで数種のタッチで対応し、明るく楽しい世界を表現。現在、雑誌や新聞の挿絵、本の装丁、広告などでマルチに活躍している。

## 経歴
東京デザイナー学院商業デザイン科卒業。現代デザイン研究所卒業。セツ・モードセミナー中退。
卒業後、デザイン事務所、広告代理店等でアルバイトをしながら、絵の修業を行い、1993年よりフリーとなる。第9回JPC展準入選。『Newイラストレーターズファイル』（ART BOX）・イラストレーションファイル（玄光社）に作品を掲載。